# Giro di Lombardia 1942
Il Giro di Lombardia 1942, trentottesima edizione della corsa, si svolse il 17 ottobre 1942 su un percorso di 184 km con partenza e arrivo a Milano. Fu vinto dall'italiano Aldo Bini, giunto al traguardo con il tempo di 5h06'03", alla media di 36,072 km/h, precedendo in volata i connazionali Gino Bartali e Quirino Toccaceli. Conclusero la prova, organizzata dalla Gazzetta dello Sport e valida come ottava e ultima tappa del Giro d'Italia di guerra, 45 dei 67 ciclisti al via.

## Percorso
Il percorso della prova fu relativamente inedito, lungo "solo" 184 km e senza le salite del Varesotto: dopo il via da Milano attraversò nell'ordine Monza, Usmate, Osnago, Merate, Garlate, Malgrate, Onno, Bellagio, Magreglio al termine della salita del Ghisallo, Asso, Canzo, Erba, Albese, Como (km 100), San Fermo della Battaglia, Parè, Olgiate Comasco, Malnate, Varese (km 127), Gazzada, Albizzate, Gallarate, Busto Arsizio, Legnano, Rho e Pero; il traguardo fu posto come di consueto al Velodromo Vigorelli a Milano.

## Squadre e corridori partecipanti
Si iscrissero alla prova 94 ciclisti, 76 delle categorie professionisti e indipendenti, alcuni "accasati" per sei squadre d'industria (Aquilano, Bianchi, Gloria, Legnano, Olmo e Viscontea) altri come "non accasati", e 18 dilettanti scelti invitati dagli organizzatori. Come favorito per la vittoria veniva indicato l'asso della Legnano Gino Bartali.

## Ordine d'arrivo (Top 26)
| Pos. | Corridore          | Squadra         | Tempo    |
| ---- | ------------------ | --------------- | -------- |
| 1    | Aldo Bini          | Viscontea       | 5h06'03" |
| 2    | Gino Bartali       | Legnano         | s.t.     |
| 3    | Quirino Toccaceli  | Mil. Postelegr. | s.t.     |
| 4    | Cino Cinelli       | Bianchi         | s.t.     |
| 5    | Glauco Servadei    | Bianchi         | s.t.     |
| 6    | Marcello Spadolini | S.S. Lazio      | s.t.     |
| 7    | Enea Antolini      | Dop. Cogne      | s.t.     |
| 7    | Osvaldo Bailo      | Viscontea       | s.t.     |
| 7    | Vasco Bergamaschi  | Viscontea       | s.t.     |
| 7    | Elio Bertocchi     | D. Aeronautica  | s.t.     |
| 7    | Antonio Bevilacqua | Bianchi         | s.t.     |
| 7    | Olimpio Bizzi      | Bianchi         | s.t.     |
| 7    | Severino Canavesi  | Gloria          | s.t.     |
| 7    | Fausto Coppi       | Legnano         | s.t.     |
| 7    | Pierino Favalli    | Legnano         | s.t.     |
| 7    | Sesto Fellini      | Dopol. Cesena   | s.t.     |
| 7    | Nedo Logli         | A.C. Pratese    | s.t.     |
| 7    | Fiorenzo Magni     | Bianchi         | s.t.     |
| 7    | Diego Marabelli    | Aquilano        | s.t.     |
| 7    | Marco Marangoni    | C.S. Milano     | s.t.     |
| 7    | Orlando Olivieri   | Ala Littoria    | s.t.     |
| 7    | Alcide Raffoni     | Polisp. Forlì   | s.t.     |
| 7    | Mario Ricci        | Legnano         | s.t.     |
| 7    | Aldo Ronconi       | Alma J. Fano    | s.t.     |
| 7    | Luciano Succi      | Olmo            | s.t.     |
| 7    | Primo Volpi        | Legnano         | s.t.     |